# Оптичні матеріали
Оптичні матеріали - природні і синтетичні матеріали, монокристали, скло (оптичне скло, фотоситали), полікристалічні (прозорі керамічні матеріали), полімерні (органічне скло) та інші матеріали, прозорі в тому чи іншому діапазоні електромагнітних хвиль. Їх застосовують для виготовлення оптичних елементів, що працюють в ультрафіолетовому, видимому, інфрачервоному ділянках спектра. 
Зазвичай всі тверді оптичні матеріали називають склом. 
Роль оптичних матеріалів іноді виконують оптичні середовища, деякі полімери, плівки, повітря, гази, рідини та інші речовини, які пропускають оптичне випромінювання. 

## Силікатне скло
Найдавнішим і відомим оптичним матеріалом є звичайне скло, що складається з суміші діоксиду кремнію та інших компонентів. Розвиток технології і посилення вимог у міру зростання досконалості оптичних приладів призвели до створення особливого класу технічного скла - оптичного скла. 
Від інших видів скла воно відрізняється особливо високою прозорістю, чистотою, безбарвністю, однорідністю, а також суворо нормованими заломлювальною здатністю і дисперсією. 

### Кварцове скло
Переплавляючи чистий діоксид кремнію (наприклад, гірський кришталь), отримують так зване кварцове скло. Від силікатного скла воно відрізняється істотною хімічною стійкістю, надзвичайно малим коефіцієнтом лінійного розширення і відносно високою температурою плавлення (1713-1728 °C). Завдяки цьому можлива побудова оптичних систем, що працюють в ширшому діапазоні температур і агресивних середовищах. 
Крім того, кварцове скло прозоре для ультрафіолетового діапазону електромагнітних хвиль, що робить цей матеріал незамінним для оптичних систем, що працюють у цій ділянці спектра. 

## Органічне скло
Основним приводом до створення штучного замінника - органічного скла, стала відсутність в пору його розробки (1930-ті роки) матеріалів, придатних для використання в авіації - прозорих але не крихких, досить міцних і гнучких - такі властивості має даний синтетичний полімер. В даний час органічне скло вже не здатне задовольняти всім вимогам, що ставляться ні авіацією, ні, тим більше - космонавтикою, однак на зміну йому прийшли інші види пластиків і нові модифікації «звичайного» скла (наділені підвищеною відбивною здатністю, термостійкістю і міцністю). Оргскло за строгими фізико-хімічними характеристиками до свого прототипу відношення не має. 

## Кремній

### Інфрачервона область
Лінза, виготовлена з однорідного кремнію, прозора для інфрачервоного випромінювання і непрозора для видимого світла. У цій ділянці спектра кремній має: 
- надвисоку дисперсію;
- найбільше абсолютне значення показника заломлення n=3,4;

### Рентгенівські лінзи
Властивості кремнію дозволили створити новий тип фокусувальних систем для хвиль рентгенівського діапазону. Для виготовлення таких систем використовується контрольоване формування періодичного масиву пор у процесі глибокого фотоанодного травлення кремнію. 
Таким чином створено матриці параболічних короткофокусних рентгенівських лінз і елементів тривимірних фотонних кристалів на основі кремнію.

## Ніобат літію (LiNbO3)
Ніобат літію застосовується для створення інтегрально-оптичних схем, які використовуються як модулятори інтенсивності випромінювання у волоконно-оптичних лініях передавання даних; модуляторів фази і поляризаторів випромінювання, що застосовуються в навігаційних системах на основі волоконно-оптичних гіроскопів . 
Ніобат літію отримав широке застосування в серійних інтегрально-оптичних схемах зважаючи на унікальне поєднання його параметрів: 
- широке вікно прозорості від ближнього УФ до середнього інфрачервоного діапазону;
- висока температура Кюрі і, відповідно, широкий діапазон робочої температури без істотної зміни властивостей;
- відносно високі електрооптичні коефіцієнти, що дають можливість для ефективної електрооптичної модуляції;
- можливість відносно легко створювати оптичні канальні хвилеводи, що підтримує поширення як однієї, так і обох поляризацій випромінювання
- відносно низька вартість кристалічних пластин, їх промислове виробництво.